# Каннский кинофестиваль 1983
36-й Каннский кинофестиваль 1983 года, проходивший с 7 по 19 мая в Каннах (Франция). Многие участники фестиваля ругали только что выстроенный огромный фестивальный дворец, называя его «уродливым бункером».

## Жюри

### Основной конкурс
- Уильям Стайрон, писатель ( США) — председатель
- Анри Алекан, кинооператор ( Франция)
- Ивонн Бэби, журналистка ( Франция)
- Сергей Бондарчук, кинорежиссёр ( СССР)
- Юсеф Шахин, кинорежиссёр и продюсер ( Египет)
- Сулейман Сиссе, кинорежиссёр ( Мали)
- Джилберт Де Голдшмидт ( Франция)
- Марианджела Мелато, актриса ( Италия)
- Карел Рейш, кинорежиссёр ( Великобритания)
- Тийс Ван Лир, киновед и меценат ( Израиль)

### Номинация «Золотая камера»
- Филипп Каркассон ( Франция)
- Дэн Файнару ( Израиль)
- Моника Грегуар ( Франция)
- Алексис Грива ( Мексика)
- Адриен Хансиа ( США)
- Бернард Хьюбард ( Израиль)
- Жан-Даниэль Саймон ( Израиль)

## Фильмы в конкурсной программе
| Победители выделены отдельным цветом. |

| Название                              | Оригинальное название                                 | Режиссёр                   | Страна                 |
| ------------------------------------- | ----------------------------------------------------- | -------------------------- | ---------------------- |
| Деньги                                | L'Argent                                              | Робер Брессон              | Франция, Швейцария     |
| Легенда о Нараяме                     | 楢山節考                                              | Сёхэй Имамура              | Япония                 |
| Кармен                                | Carmen                                                | Карлос Саура               | Испания                |
| Кросс-Крик                            | Cross Creek                                           | Мартин Ритт                | США                    |
| Смерть Марио Риччи                    | La mort de Mario Ricci                                | Клод Горетта               | Франция, Швейцария     |
| Стена                                 | Duvar                                                 | Йылмаз Гюней               | Турция                 |
| Эрендира                              | Eréndira                                              | Руй Герра                  | Мексика, Франция, ФРГ  |
| Рецидивная связь                      | Visszaesők                                            | Жолт Кезди-Ковач           | Венгрия                |
| Жара и пыль                           | Heat and Dust                                         | Джеймс Айвори              | Великобритания         |
| Король комедии                        | The King Of Comedy                                    | Мартин Скорсезе            | США                    |
| Судебное дело прекращено              | Kharij                                                | Мринал Сен                 | Индия                  |
| Счастливого Рождества, мистер Лоуренс | Merry Christmas, Mr. Lawrence, 戦場のメリークリスマス | Нагиса Осима               | Великобритания, Япония |
| Смысл жизни по Монти Пайтону          | Monty Python’s The Meaning Of Life                    | Терри Джонс, Терри Гиллиам | Великобритания         |
| Ностальгия                            | Nostalghia                                            | Андрей Тарковский          | Франция, Италия, СССР  |
| Убийственное лето                     | L'Été meurtrier                                       | Жан Бекер                  | Франция                |
| Юг                                    | El sur                                                | Виктор Эрисе               | Испания                |
| Вокзал для двоих                      | Вокзал для двоих                                      | Эльдар Рязанов             | СССР                   |
| История Пьеры                         | Storia Di Piera                                       | Марко Феррери              | Франция, Италия, ФРГ   |
| Нежное милосердие                     | Tender Mercies                                        | Брюс Бересфорд             | США                    |
| Раненый человек                       | L'homme blesse                                        | Патрис Шеро                | Франция                |
| Год опасной жизни                     | The Year of Living Dangerously                        | Питер Уир                  | Австралия              |

## Особый взгляд
| Русское название                    | Оригинальное название           | Режиссёр           | Страна    |
| ----------------------------------- | ------------------------------- | ------------------ | --------- |
| Белла Донна                         | Bella Donna                     | Петер Кеглевич     | ФРГ       |
| Мерцающий зверь                     | La bête lumineuse               | Пьер Перро         | Канада    |
| Дикая лошадь                        | Caballo salvaje                 | Хоакин Кортес      | Венесуэла |
| Может ли она испечь вишнёвый пирог? | Can She Bake a Cherry Pie?      | Генри Джеглом      | США       |
| Свидетельство о несостоятельности   | Le certificat d'indigence       | Мусса Батили       | Сенегал   |
| Восьмидесятые                       | Les Années 80                   | Шанталь Акерман    | Франция   |
| Стрижка                             | The Haircut                     | Тамар Саймон Хоффс | США       |
| Табунщик                            | 牧馬人                          | Се Цзинь           | Китай     |
| Матиуэтт, или захолустье            | La matiouette ou l'arrière-pays | Андре Тешине       | Франция   |
| Что-то между                        | Nešto između                    | Срджан Каранович   | Югославия |
| Происшествия                        | Faits divers                    | Раймон Депардон    | Франция   |
| Я, Кьяра и Хмурый                   | Io, Chiara e lo Scuro           | Маурицио Понци     | Италия    |
| Африканская камера                  | Caméra d'Afrique                | Ферид Богхедир     | Тунис     |
| Улисс                               | Ulysse                          | Аньес Варда        | Франция   |
| Заппа                               | Zappa                           | Билле Аугуст       | Дания     |

## Фильмы вне конкурсной программы
| Русское название            | Оригинальное название      | Режиссёр        | Страна              |
| --------------------------- | -------------------------- | --------------- | ------------------- |
| Анджело, моя любовь         | Angelo My Love             | Роберт Дюваль   | США                 |
| Люди в лодках               | 投奔怒海                   | Энн Хёй         | Гонконг             |
| Дорога, дорога              | Cammina, cammina           | Эрманно Ольми   | Италия              |
| Экватор                     | Équateur                   | Серж Генсбур    | Франция             |
| Тупик                       | Holtpont                   | Ференц Рофус    | Венгрия             |
| Человек в шелковом цилиндре | L'homme au chapeau de soie | Мод Линдер      | Франция             |
| Река Модори                 | もどり川'                  | Тацуми Кумасиро | Япония              |
| Неудачники                  | Streamers                  | Роберт Олтмен   | США                 |
| Голод                       | The Hunger                 | Тони Скотт      | Великобритания, США |
| Злодейка                    | The Wicked Lady            | Майкл Уиннер    | Великобритания, США |
| Уту                         | Utu                        | Джеф Мерфи      | Новая Зеландия      |
| Военные игры                | WarGames                   | Джон Бэдэм      | США                 |

## Короткометражные фильмы
- Бабочка
- Дон Кихот
- Я знаю, что ошибаюсь, но спросите моих друзей
- Слишком много базилика
- Ad astra
- Un Arrivo
- L'Égout
- La Fonte de Barlaeus
- Haast een hand
- The Only Forgotten Take of Casablanca

## Награды
- Золотая пальмовая ветвь: Легенда о Нараяме, режиссёр Сёхэй Имамура
- Гран-при: Смысл жизни по Монти Пайтону, режиссёр Терри Джонс
- Приз жюри: Судебное дело прекращено, режиссёр Мринал Сен
- Приз за лучшую мужскую роль: Джан Мария Волонте — Смерть Марио Риччи
- Приз за лучшую женскую роль: Ханна Шигулла — История Пьеры
- Приз за лучшую режиссуру:
  - Робер Брессон — Деньги
  - Андрей Тарковский — Ностальгия
- Приз за художественный вклад: Кармен, режиссёр Карлос Саура
- Технический гран-при: Кармен, режиссёр Карлос Саура
- Золотая пальмовая ветвь за короткометражный фильм: Я знаю, что ошибаюсь, но спросите моих друзей, режиссёр Пьер Леви
- Приз жюри за короткометражный фильм:
  - The Only Forgotten Take of Casablanca, режиссёр Чарли Уэллер
  - Слишком много базилика, режиссёр Керри Фелтэм
- Золотая камера: The Princess, режиссёр Пал Эрдёшш
- Перспективная Кино награда: Три кроны для моряка, режиссёр Рауль Руис
- Приз международной ассоциации кинокритиков (ФИПРЕССИ):
  - Ностальгия, режиссёр Андрей Тарковский
  - Счастливчик Даниель, режиссёр Пал Шандор
- Приз экуменического (христианского) жюри: Ностальгия, режиссёр Андрей Тарковский
- Приз молодёжного жюри:
  - Приз молодёжного жюри (иностранное кино): Мисс Одинокое сердце, режиссёр Майкл Диннер